# Amischotolype mollissima
Amischotolype mollissima är en himmelsblomsväxtart som först beskrevs av Carl Ludwig von Blume, och fick sitt nu gällande namn av Justus Carl Hasskarl. Amischotolype mollissima ingår i släktet Amischotolype och familjen himmelsblomsväxter. Inga underarter finns listade.